# Coalizão Cívica ARI
Coalizão Cívica - Afirmação para uma República Igualitária (CC-ARI) (em castelhano:  Coalición Cívica - Afirmación para una República Igualitaria) é um partido político argentino centrista criado em 2002 por Elisa Carrió
É considerado por muitos um partido social liberal e que busca uma política inovativa e alternativa.
O partido é um dos fundadores da aliança Cambiemos, que depois foi renomeada para Juntos por el Cambio.